# 林登鎮區 (密歇根州)
林登鎮區（英語：Lyndon Township）是位於美國密歇根州沃什特瑙縣的一個行政鎮區。

## 地方資料
林登鎮區的面積為90.91平方千米，當中陸地面積為83.09平方千米，而水域面積為7.82平方千米。根據2020年美國人口普查的數據，當地共有人口2656人，而人口密度為每平方千米29.22人。